# Garfield, New Jersey
Garfield är en stad (city) i Bergen County i New Jersey. Det ursprungliga ortnamnet var East Passaic och orten heter Garfield efter president James Garfield sedan 1881. Vid 2010 års folkräkning hade Garfield 30 487 invånare.